# Lew chiński

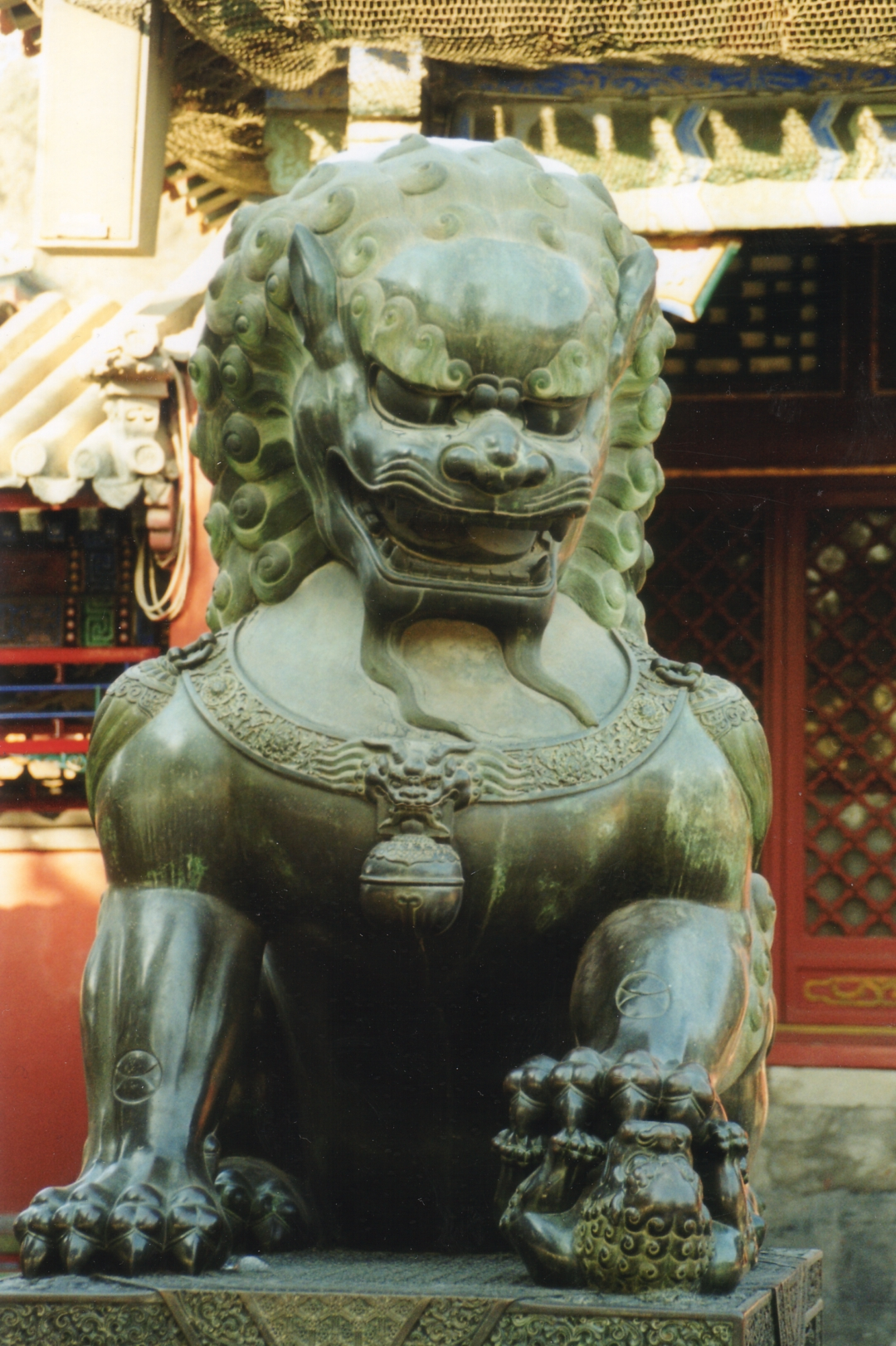

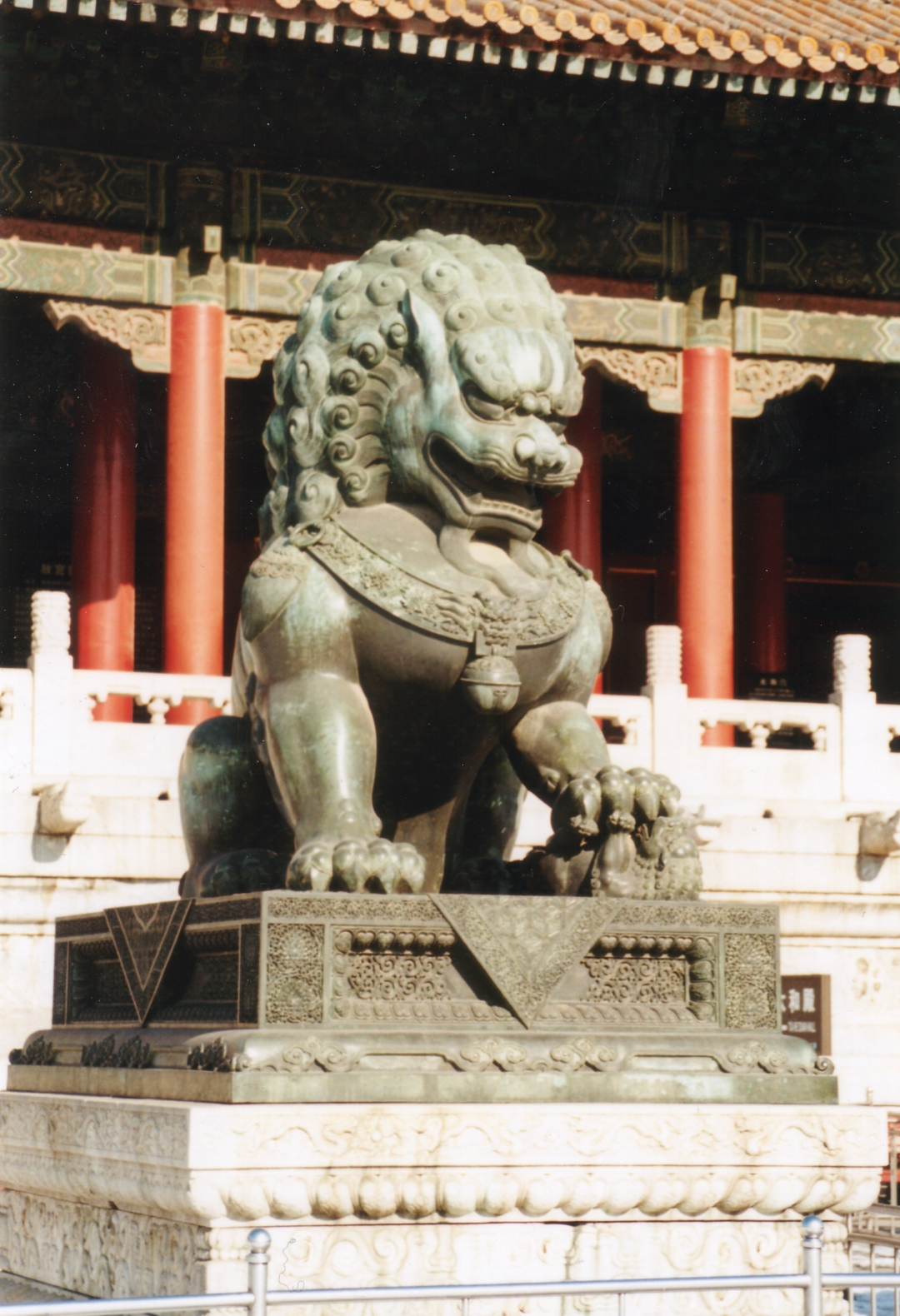

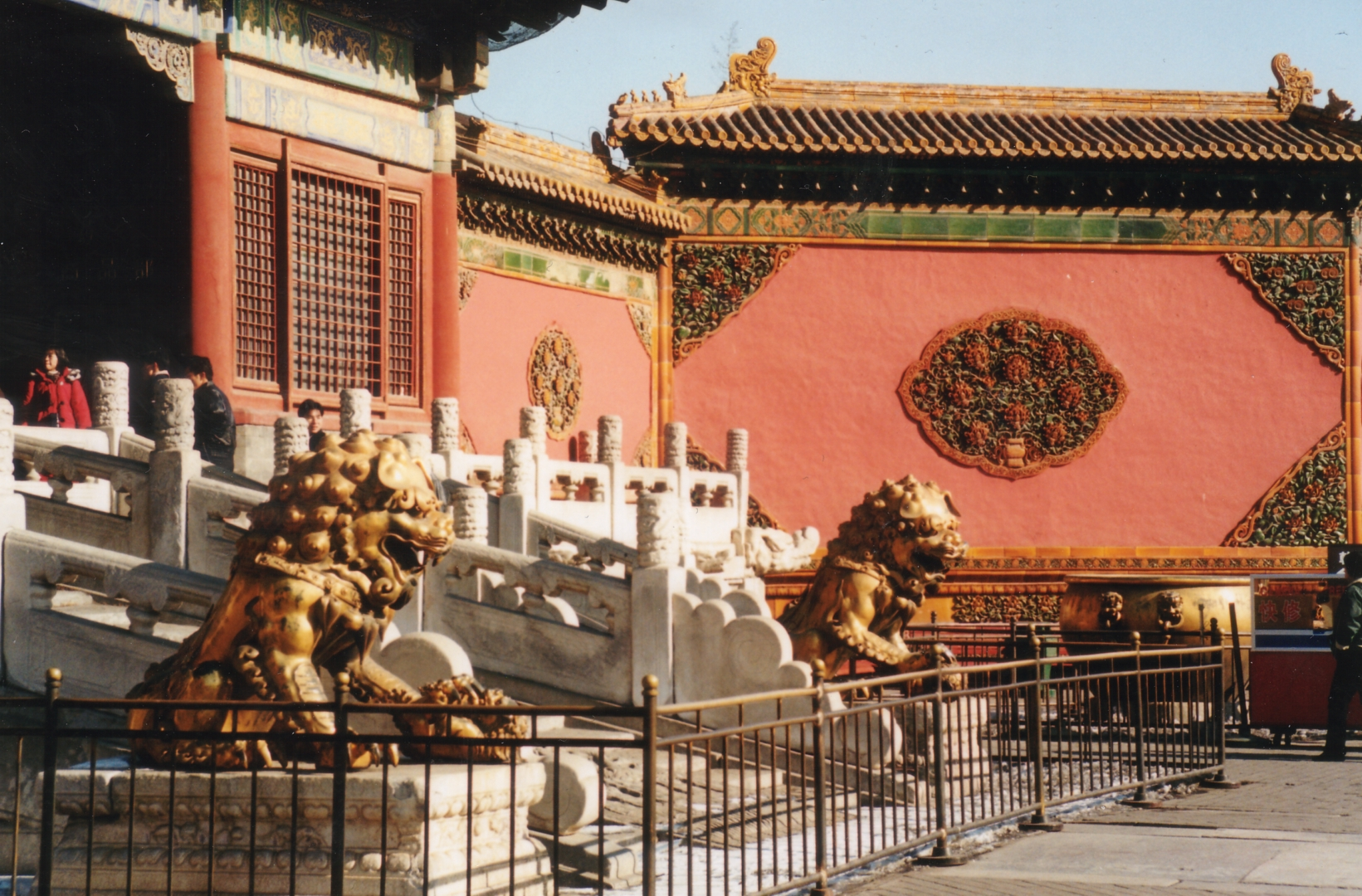

Lew chiński (zwany też psem Fo lub Foo) – według wierzeń chińskich był symbolem dostojeństwa i potęgi, ochraniał przed złymi mocami i duchami a także uznawany był za obrońcę prawa. Po raz pierwszy pojawia się w chińskiej kulturze za czasów dynastii Han (208 p.n.e. - 221 n.e.), następnie na około 400 lat popada w zapomnienie aby ponownie pojawić się w czasach dynastii Tang (618 n.e. - 917 n.e.) i aż do upadku imperium chińskiego w 1911 roku umieszczany był przed budynkami państwowymi, bramami świątynnymi oraz grobowcami. Para statuetek przedstawiająca psa Fo była także uznawana za doskonały prezent dla cesarza, wyrażający szacunek dla władcy.
Pojawienie się psa Fo w kulturze chińskiej nastąpiło pod wpływem ówczesnego buddyzmu, w którym lew był symbolem świętości, ponieważ jednak w tym czasie Chińczycy nie znali takiego zwierzęcia (lew na terytorium Chin nie występował) pierwsze jego rzeźby powstały na wzór psa - najbardziej odpowiadającego opisowi mitycznego stworzenia, którego nazwano później "psem Buddy" (słowo Fo oznacza w języku chińskim Buddę). Najczęstszym przedstawieniem psa Fo jest para rzeźb wyobrażająca lwa i lwicę, która również posiada grzywę (co wynika z nieznajomości w Państwie Środka rzeczywistego wyglądu lwów). Ponadto trzyma pod łapą leżące szczenię. U samca to miejsce zajmuje kula z wizerunkiem Kwiatu Życia. Wizerunek Kwiatu Życia widnieje także na obrusie przykrywającym postument i na każdej łapie „lwa” z przodu widnieje znak podwójnej aureoli - głównego elementu Kwiatu Życia. 
W Chinach uważa się, że protoplastą  „Psa Fo” jest mastif tybetański.
Jednym z istotnych elementów kultury Chińczyków jest taniec lwów uświetniający uroczystości. Taniec ten polega na poruszaniu od wewnątrz gigantycznej kukły lwa.
Ma on też przynieść szczęście i dostatek. 
We współczesnych Chinach pies Fo jest wykorzystywany także w celach komercyjnych, ustawia się jego rzeźby przed m.in. hotelami i restauracjami, jest także uznawany za symbol mądrości i szczęścia.